# Ліс під Трудовачем
Ліс під Трудоваче́м — заповідне урочище місцевого значення в Україні. Розташоване в Золочівському районі Львівської області, на південь від села Трудовач. 
Площа 33 га. Створений рішенням Львівського облвиконкому від 09.10.1984 року № 495 з метою збереження типових бучин природного походження та рідкісної степової і лісостепової рослинності, що збереглися в межах низькогірного пасма Гологори. Перебуває у віданні Золочівського ДЛГ, Словітського лісництва (кв. 5, вид. 2). 
Входить до складу Національного природного парку «Північне Поділля».